# Estación Takamitsu

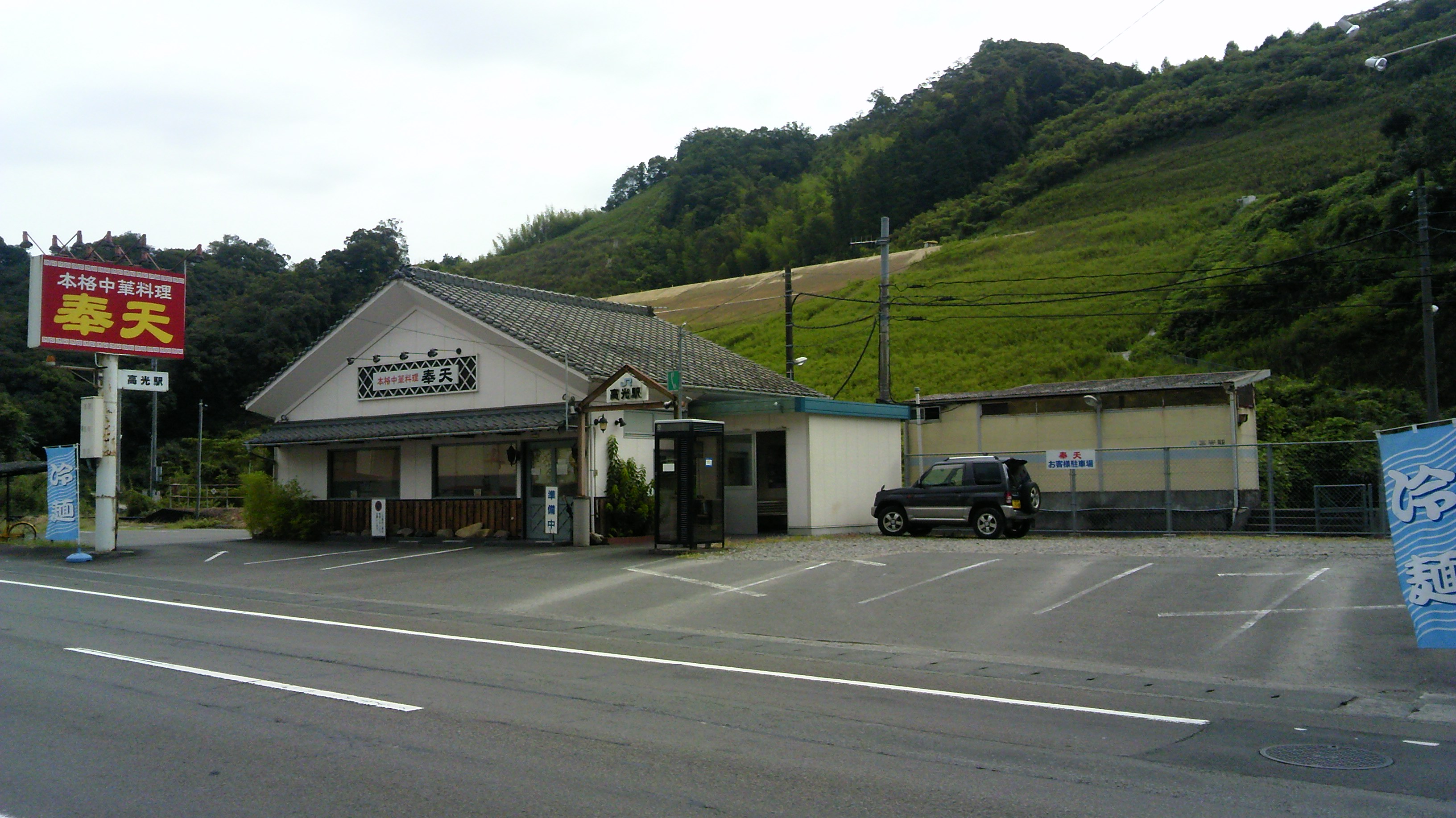
Estación Takamitsu en la línea Yosan.

La estación Takamitsu (高光駅 Takamitsu-eki?) es una estación de la línea Yosan de la Japan Railways que se encuentra en la ciudad de Uwajima de la prefectura de Ehime. El código de estación es el "U26".

## Estación de pasajeros
Cuenta con una plataforma, la cual posee un único andén (andén 1).

### Andén
| 1 | ● Línea Yosan | Hacia Yawatahama, Ōzu, Uchiko, Iyo y Matsuyama (los servicios rápidos no se detienen) |
| 1 | ● Línea Yosan | Hacia Uwajima (los servicios rápidos no se detienen)                                  |

## Alrededores de la estación
- Ruta nacional 56
- Oficina de correos de Uwajima Takamitsu

## Historia
- 1941: el 2 de julio se inaugura la estación.
- 1987: el 1° de abril pasa a ser una estación de la división Ferrocarriles de Pasajeros de Shikoku de la Japan Railways.

## Estación anterior y posterior
- Línea Yosan 
  - Estación Iyoyoshida (U25)  <<  Estación Takamitsu (U26)  >>  Estación Kitauwajima (U27)